# Doraemon: Nobita to Robot Kingdom
Doraemon: Nobita to Robot Kingdom (ドラえもん のび太とロボット王国 （キングダム）?), è un film d'animazione del 2002 diretto da Tsutomu Shibayama.
Si tratta del ventitreesimo film di Doraemon, distribuito nelle sale giapponesi il 9 marzo 2002.

## Trama
Doraemon, Nobita ed i suoi amici si trovano ad essere trasportati in un altro mondo grazie ad una macchina del tempo. In questo mondo alternativo, gli umani ed i robot convivono pacificamente insieme. Tuttavia, Doraemon e gli altri ben presto scoprono che la imperatrice del regno dei robot sta tentando di rendere gli abitanti del proprio regno privi di ogni sentimento ed emozione. Quando le cose volgono al peggio, Doraemon e gli altri decidono di intervenire in aiuto degli abitanti del regno dei robot.